# 蒂加拉鲁火山
0°4′12″N 127°25′12″E / 0.07000°N 127.42000°E
蒂加拉鲁火山是卡约阿岛上的一座复式火山，位于哈马黑拉岛以西，山体两侧是珊瑚石灰岩。

## 资料来源
1. 1 2  . Global Volcanism Program. 史密森尼学会.   [2006-12-31]. （原始内容存档于2013-02-20）.